# جیمی کران (بازیکن فوتبال)
جیمی کران (انگلیسی: Jimmy Curran؛ 2 August 1902 – ۱۹۷۹ (۸۳−۸۴ سال)) بازیکن فوتبال بود.